# Мъркюри 4
Мъркюри 4 (на английски: Mercury 4) е вторият пилотиран космически кораб на САЩ. Стартът му е на 21 юли 1961 г. Тове е третият в историята пилотиран космически полет.

## Екипаж
| Пост  | Астронавт      |
| Пилот | Върджил Грисъм |

## Дублиращ екипаж
| Пост  | Астронавт |
| Пилот | Джон Глен |

## История
Първоначално полетът на Мъркюри 4 е предвиден за октомври 1961 г. По-късно е изтеглен по-рано за 21 юли същата година. Това е последния пилотиран суборбитален космически полет за САЩ. За пилот на полета е определен Върджил Грисъм, а за негов дубльор – Джон Глен. Грисъм, в съответствие с традицията, нарича своя кораб „Либърти бел“ (на английски: Liberty bell). Самия кораб слиза от производствената линия на McDonnell в Сейнт Луис през май 1960 г. За разлика от Мъркюри 3 той има голям централно разположен илюминатор, който позволява преки визуални наблюдения от страна на астронавта. Сам по себе си, този илюминатор е технически шедьовър. Изработен е от фирмата The Corning Glass Works of Corning, Ню Йорк. Трапецовиден, с размер на дългите страни на трапеца 254 мм, изработен от специално двойно стъкло, илюминаторът е разчетен да издържа на температури от порядъка на 1000 °C.

## Полетът
Ракетата – носител Редстоун е доставена на Кейп Канаверъл на 8 юни 1961 г. На 15 юли космическия кораб и ракетата са сглобени и готови за полета, който е определен за следващия ден. Поради лошото време на 16 юли, полетът е отложен за 18-и, а по-късно за 19 юли. На 19 юли 1961 г., отново е отложен и то само 10 мин. и 30 сек. преди старта. На 21 юли 1961 г. в 8:58 UTC, Върджил Грисъм е качен на борда на Либърти бел. Стартът е даден в 12:20:36 UTC. Корабът достига височина от 118.26 мили (190.32 км), малко повече от Алън Шепърд и неговия Мъркюри 3. Пулсът на Грисъм е 171 удара в минута. След четвърт час, Мъркюри 4 навлиза в атмосферата. Спирачния парашут се отваря на височина 6,4 км, а основния – на 3,7 км, както е по разчет. При приводняването, люка на кораба се отваря преждевременно и той започва да се пълни с вода. Пристигналия хеликоптер не успява да го извади от водата и Либърти бел потъва в Атлантическия океан. През това време астронавта за малко не се удавил и е спасен от дошлия на помощ втори хеликоптер.

## След полета
Отначало в НАСА са склонни да обвинят пилота за загубата на Либърти бел 7. Впоследствие става ясно, че полетните инженери са сложили допълнително количество пиропатрони на люка (30 мин. преди старта) и това е довежда до неговото преждевременно отваряне, за което астронавта няма каквато и да е вина. Върджил Грисъм действа адекватно и за малко не става жертва на чуждо недомислие. Той възстановява репутацията си на един от „асовете“ на НАСА и тя му гласува доверие като го назначава за командир на първите кораби от второ (Джемини 3) и трето (Аполо 1) поколение. Ирония на съдбата е, че Грисъм загива в Аполо 1 пак заради проблеми с люка на кораба, само че във фаталната вечер на 27 януари 1967 г., люка на Аполо не се отваря при възникналата аварийна ситуация.

### Liberty Bell 7
На 20 юли 1999 г. в чест на 30-ата годишнина от кацането на Луната и 38-ата годишнина от полета на Мъркюри 4 е организирана експедиция от Oceaneering International, Inc. и Discovery Channel за изваждането на потъналия кораб. Либърти бел е открит на 550 км югоизточно от Кейп Канаверъл и е изваден от дълбочина 4,5 км. Благодарение на това, че при построяването на кораба е използван изключително алуминий и титан, той е в много добро състояние и след рециклиране е изложен в Музея на космоса в Канзас.